# Bolsover Castle
Bolsover Castle är ett slott i Storbritannien.   Det ligger i grevskapet Derbyshire och riksdelen England, i den sydöstra delen av landet, 210 km norr om huvudstaden London. Bolsover Castle ligger 168 meter över havet.
Terrängen runt Bolsover Castle är huvudsakligen platt. Bolsover Castle ligger uppe på en höjd. Runt Bolsover Castle är det mycket tätbefolkat, med 1 177 invånare per kvadratkilometer. Närmaste större samhälle är Chesterfield, 8,3 km väster om Bolsover Castle. Trakten runt Bolsover Castle består till största delen av jordbruksmark.